# Haebaru
Haebaru (jap. 南風原町 Haebaru-chō) – miasto w Japonii, w prefekturze Okinawa, na wyspie Okinawa. Według danych na rok 2020 miejscowość zamieszkiwało 40 440 mieszkańców , a gęstość zaludnienia wyniosła 3758,4 os./km².